# NGC 3643
NGC 3643 est une petite galaxie lenticulaire vue par la tranche et située dans la constellation du Lion. NGC 3643 a été découverte par l'astronome allemand Albert Marth en 1865.

## Caractéristiques

### Distance
Sa vitesse par rapport au fond diffus cosmologique est de 2 107 ± 26 km/s, ce qui correspond à une distance de Hubble de 31,1 ± 2,2 Mpc (∼101 millions d'al).

### Brillance de surface
En raison d'une brillance de surface égale à 14,06 mag/am2, on peut qualifier NGC 3643 de galaxie à faible brillance de surface (LSB en anglais pour low surface brightness). Les galaxies LSB sont des galaxies diffuses (D) avec une brillance de surface inférieure de moins d'une magnitude à celle du ciel nocturne ambiant.

## Groupe de NGC 3640
Selon Vaucouleurs et Corwin, NGC 3643 fait partie du même groupe de galaxies que NGC 3645. NGC 3643 est d'ailleurs dans la même région du ciel que NGC 3645 et la distance qui nous en sépare est à peu près la même que celle de NGC 3645. Il est donc raisonnable de supposer que NGC 3643 fasse aussi partie du groupe de NGC 3640 auquel appartient NGC 3645.